# George Davey Smith

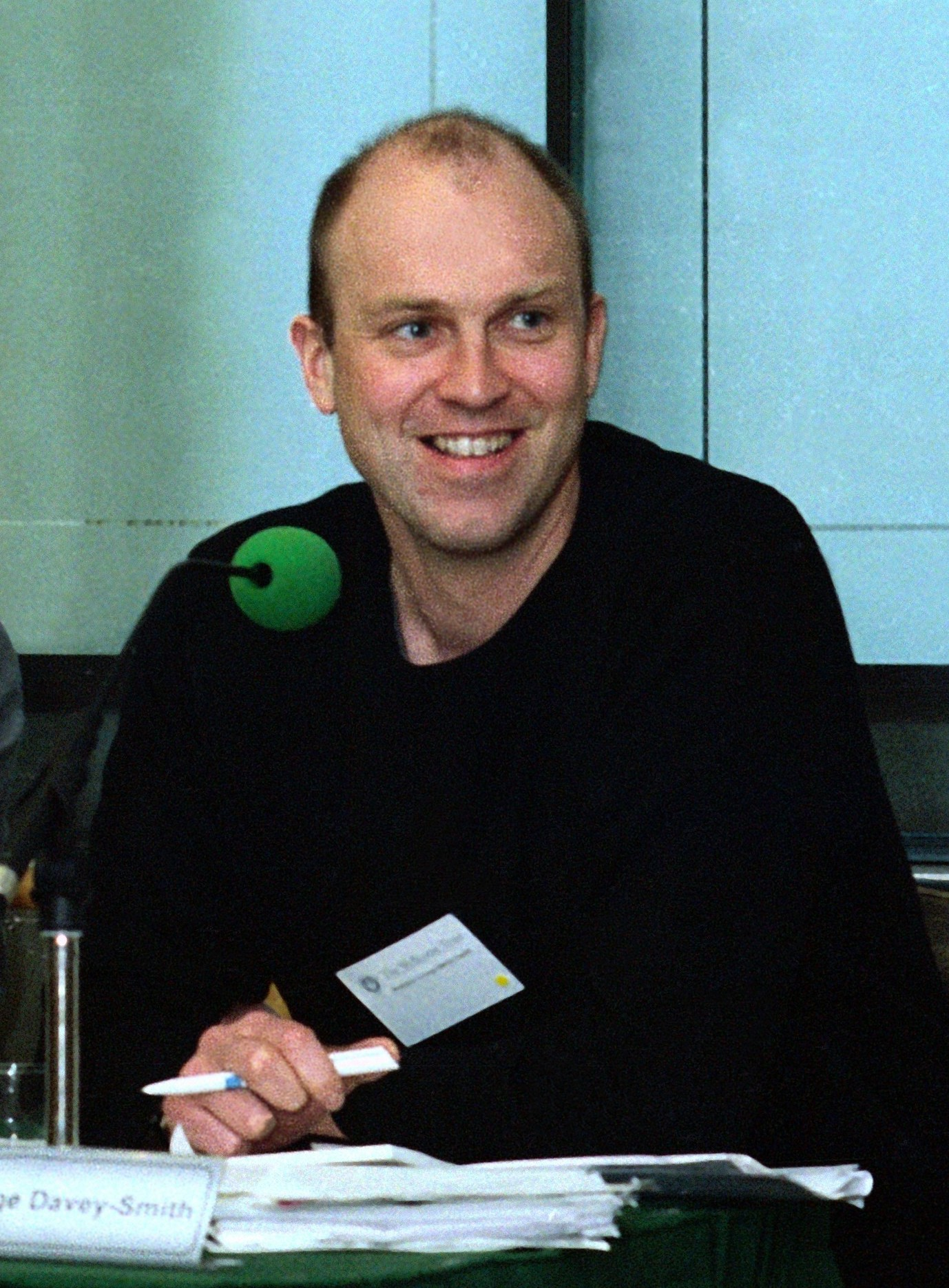
George Davey Smith, 1999

George Davey Smith, auch George Davey-Smith (* 9. Mai 1959) ist ein Epidemiologe an der University of Bristol. Er befasst sich mit den Ursachen und der Abschwächung von Ungleichheiten der Gesundheit, mit der Epidemiologie der Lebensverläufe, mit der Effektivität von Interventionen des Gesundheitswesens und der Gesundheitspolitik sowie den Beiträgen neuer genetischer Ansätze zur Gesundheit von Populationen. Unter anderem arbeitet er mit Mendelscher Randomisierung.
Davey Smith studierte am Queen’s College der University of Oxford (Bachelor 1981) und Medizin am Jesus College der University of Cambridge (Bachelor of Medicine, Bachelor of Surgery 1984, M.D. 1991). Er führte 1985/1986 eine großangelegte Untersuchung zu den kardiovaskulären Risikofaktoren in Wales durch (Welsh Heart Program) und erwarb 1988 an der London School of Hygiene and Tropical Medicine (LSHTM) einen Master in Epidemiologie. Weitere Arbeiten befassten sich unter anderem mit Durchfallerkrankungen und HIV/AIDS in Nicaragua und Indien. Neben seiner Professur in Bristol seit 1994 hat er zusätzlich seit 1996 eine Gastprofessur an der University of Glasgow und seit 1999 an der LSHTM inne.
Davey Smith hat mehr als 1000 wissenschaftliche Publikationen veröffentlicht. Er gehört zu den Highly Cited Researchers und war von 2000 bis 2016 Mitherausgeber des International Journal of Epidemiology. Er ist auswärtiges Mitglied der National Academy of Medicine (USA, 2008), Fellow der Royal Society of Edinburgh (2014), Mitglied der Royal Society (2019) und der Königlich Niederländischen Akademie der Wissenschaften (2019). 2001 erhielt er einen Investigator Award der Robert Wood Johnson Foundation. Für 2017 wurde ihm der Richard Doll Prize in Epidemiology zugesprochen.